# Rhaphiostylis
Rhaphiostylis es un género de plantas de la familia  Metteniusaceae. Es originario de Madagascar y centro de África.

## Especies
- Rhaphiostylis beninensis  	(Hook.f. ex Planch.) Planch. ex Benth.
- Rhaphiostylis cordifolia Hutch. & Dalziel
- Rhaphiostylis elegans Engl.
- Rhaphiostylis ferruginea 	Engl.
- Rhaphiostylis madagascariensis Capuron
- Rhaphiostylis parvifolia Exell
- Rhaphiostylis poggei 	Engl.
- Rhaphiostylis preussii Engl.